# 北路球場
北路球場（英語：North Road）曾是一個位於英國英格蘭曼徹斯特紐頓希夫的足球場及板球場，它是英超球會曼徹斯特聯前身「紐頓希夫蘭開郡及約克郡鐵路足球會」（英語：Newton Heath Lancashire & Yorkshire Railway Football Club，簡稱紐頓希夫LYR）的首個主場球場，於1878年啟用，直至會方於1893年將主場搬到位於克萊頓（Clayton）的銀行街球場（Bank Street）而停用。
最初北路球場僅由一塊草地構成，只能容納約12,000名觀眾。在1891年興建看台後，可容納人數增加至15,000人。1886年，紐頓希夫首次簽入職業球員，但球會卻開始與贊助他們的鐵路公司分裂，失去了該公司的資金支持下，球隊無力負擔球場的租金，最終被驅逐。

## 歷史

### 早期

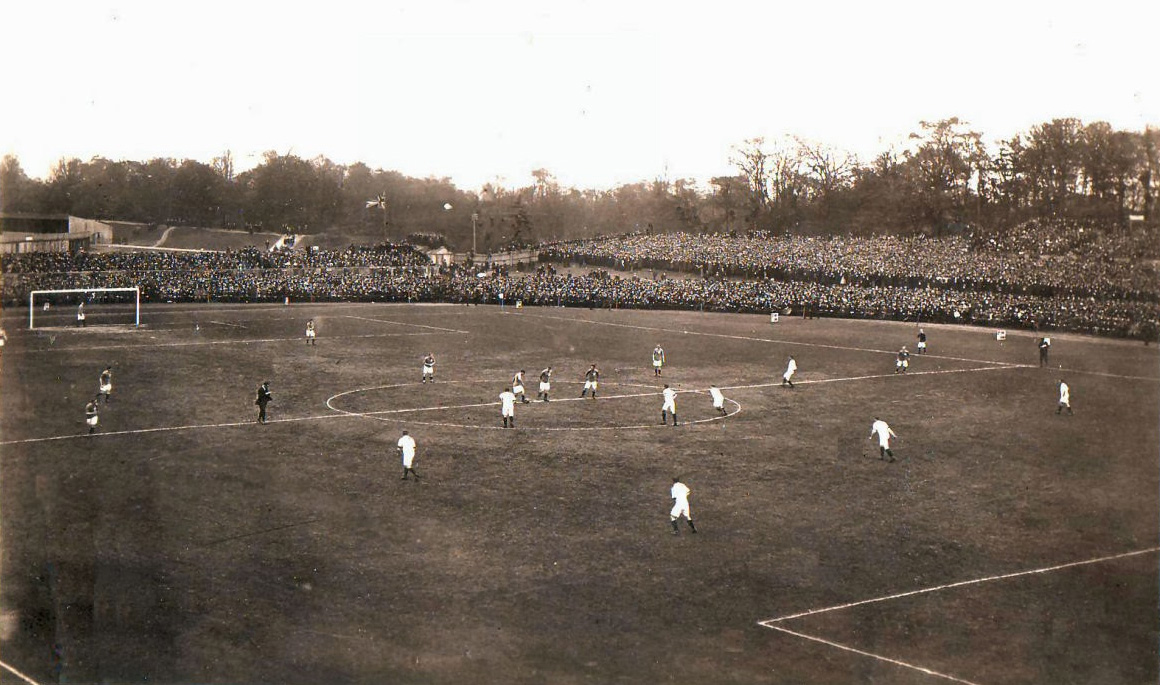
北路是紐頓希夫LYR（曼聯的前身）在1878年成立至1893年間的主場球場。

紐頓希夫LYR球會成立後，為回應蘭開郡及約克郡鐵路公司（Lancashire and Yorkshire Railway，LYR）鐵路客貨車工場工人的要求，球會需要一個球場作比賽之用。球會選中了一塊由曼徹斯特座堂持有的草地。不過，雖然它位於工場附近，地理位置極佳，但在夏天時，球場的草地很硬及凹凸不平，而在雨季則淪為充滿泥水的爛地。鐵路公司同意支付當局一筆象徵性租金，為球會租下球場。由於球場和一條由LYR營運的鐵路線相鄰，當有列車經過時，球場常被由蒸汽產生的厚霧濃罩著。此外，由於球場附近沒有相應設施，球員只能在數百碼外的奧特姆路（Oldham Road）的三個皇冠（The Three Crowns）酒吧更衣。另外，在球場的東端處有時會有人售賣小食供球迷享用。
1880年，紐頓希夫在成立兩年後首次在北路球場作賽，以友誼賽為主。1883年10月27日，球隊首次在主場進行正式比賽，在蘭開郡盃出戰布力般奧林匹克的預備隊，卻以2:7大敗而回。雖然當時的入場人數統計已遺失，但由於球隊只向每名觀眾收取3便士的入場費（相當於2025年的1英鎊），因此被估計全場爆滿。在1885年英格蘭足球職業化後，紐頓希夫在1886年夏天首度羅致職業球員。由於球會入不敷支，難以負擔高昂的工資費用，他們決定在之後的所有主場賽事均收取3便士入場費，其後更加價至6便士。

### 擴建及被逐
球場原先能容納12,000名球迷，但會方認為若要加入足球聯賽，這個容量是完全不足夠的。雖然球隊在1887年完成了部份擴建工程，但在1891年，會方仍決定動用他們僅有的財政儲備興建兩個看台，每個能容納1,000名觀眾。不過這項交易卻令他們與鐵路公司決裂，公司拒絕為這筆交易支付一分一毫，自此，雙方正式斷絕關係。1892年，球會為了償還因擴建球場而欠下的債務，曾嘗試公開招股2,000鎊。更甚的是，鐵路公司決定不再為球隊支付球場的租金，此時座堂方面卻偏偏要求加租。在沉重的財政壓力下，加上座堂當局認為向球迷收取入場費並不合適，球會終在1893年6月正式被驅逐。幸好球會管理層早在去年5月，即他們第一次收到「逐客令」時，已經開始尋找新球場，因此他們順利搬遷至三哩外的克萊頓之銀行街球場。不過，由於他們已確定不能將新購入的兩個大看台搬運至新球場，他們終將之以100鎊出售。

### 現況

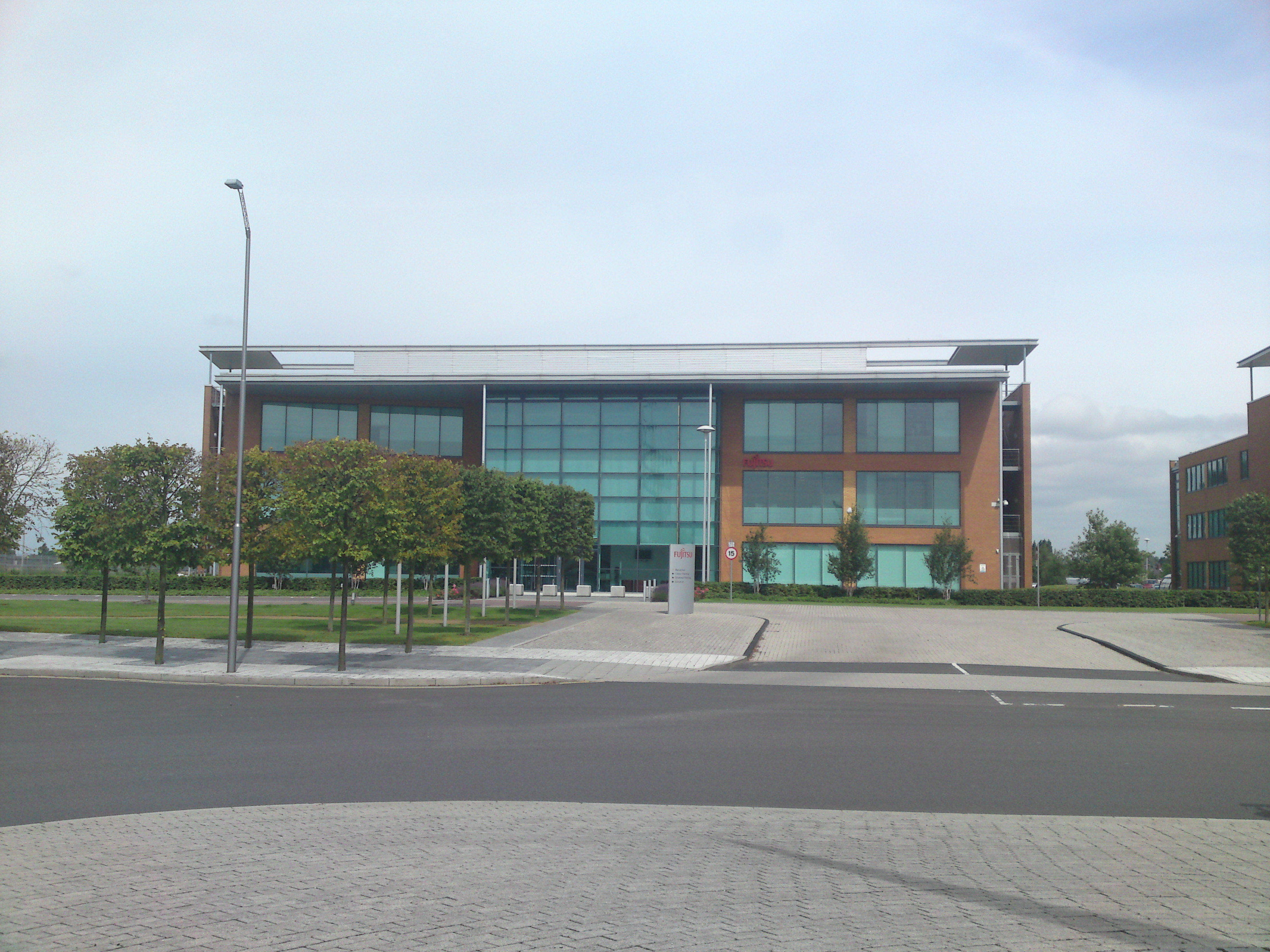
自2009年開始，北路原址成為富士通的辦公室。

現時球場已不存在，北路亦被改名成北安普敦路（Northampton Road）。其後，該址被本地居民當遊樂場使用，並持續了一段長時間，直至摩士頓布魯克高中（Moston Brook High School）在該址落成。而該學校亦在他們其中一幅牆上建造了一塊紅色牌匾，以標示球場原址的位置，但後來卻被盜並且沒有重建。隨著學校於2000年8月關閉，該址在2002年被西北经济发展署（Northwest Regional Development Agency）選用，建立北曼徹斯特商業園（North Manchester Business Park）。

## 其他用途
紐頓希夫LYR足球會成立時亦同時創立了板球會，因此兩會同時使用北路作為主場。不過，由於板球與足球球季賽期經常重疊，兩會不時激起衝突。經過場務人員查理及尼特·麥斯（Charlie and Ned Massey）的多番努力後，球場勉強湊合作足球比賽之用。不過由於冬天亦需使用，影響了場地質素，球場難在夏天舉行板球比賽。

## 紀錄
北路早期的賽事並沒有確切紀錄入場人數，而球隊在1893年3月4日在甲組聯賽對戰新特蘭時創造了有紀錄以來最高的入場數字，約為15,000人。在1889年9月5日對哥頓維拉（Gorton Villa）的賽事亦錄得相若的數字。他們在足球同盟作賽錄得的最低入場人數為於1890年4月21日對戰華素爾迅速（Walsall Town Swifts）以及同年12月13日對戰小希夫（Small Heath）時所創造的，約只得1,000名觀眾入場。不過，在1885年1月31日的曼徹斯特盃（Manchester Cup）對艾基斯（Eccles）只得400名球迷入場觀看。
1881年11年12日，球會在友誼賽對西哥頓聖馬可堂（West Gorton Saint Marks）首次錄得逾四位數字的入場人數，約有3,000觀眾入場支持。此外，聖馬可堂是曼城的前身，因此這場比賽其實是曼市雙雄曼聯和曼城有紀錄以來的首次對賽。